# Allium monophyllum
Allium monophyllum — вид рослин з родини амарилісових (Amaryllidaceae); поширений в пн.-сх. Ірані й пд. Туркменістані.

## Опис
Цибулина одна, куляста, ≈ 1.5 см у діаметрі; зовнішні оболонки сіро-чорні. Стеблина майже до зонтика загорнена в листові піхви. Листок один, ланцетний, 4–11 мм завширшки. Листочки оцвітини 5–6 мм завдовжки.

## Поширення
Поширений в північно-східному Ірані й південному Туркменістані.